# Rivière-du-Loup
Rivière-du-Loup é uma cidade localizada na província de Quebec no Canadá.